# Eric Irvin
Eric Irvin (Montclair, 17 giugno 1988) è un giocatore di football americano statunitense che gioca come wide receiver per i Seinäjoki Crocodiles.